# Manfredonia
Manfredonia je italské město v regionu Apulie. Leží na poloostrově Gargano, součástí jeho katastru je Národní park Gargano. Je sídlem arcibiskupa společné arcidiecéze Manfredonia-Vieste-San Giovanni in Rotondo.

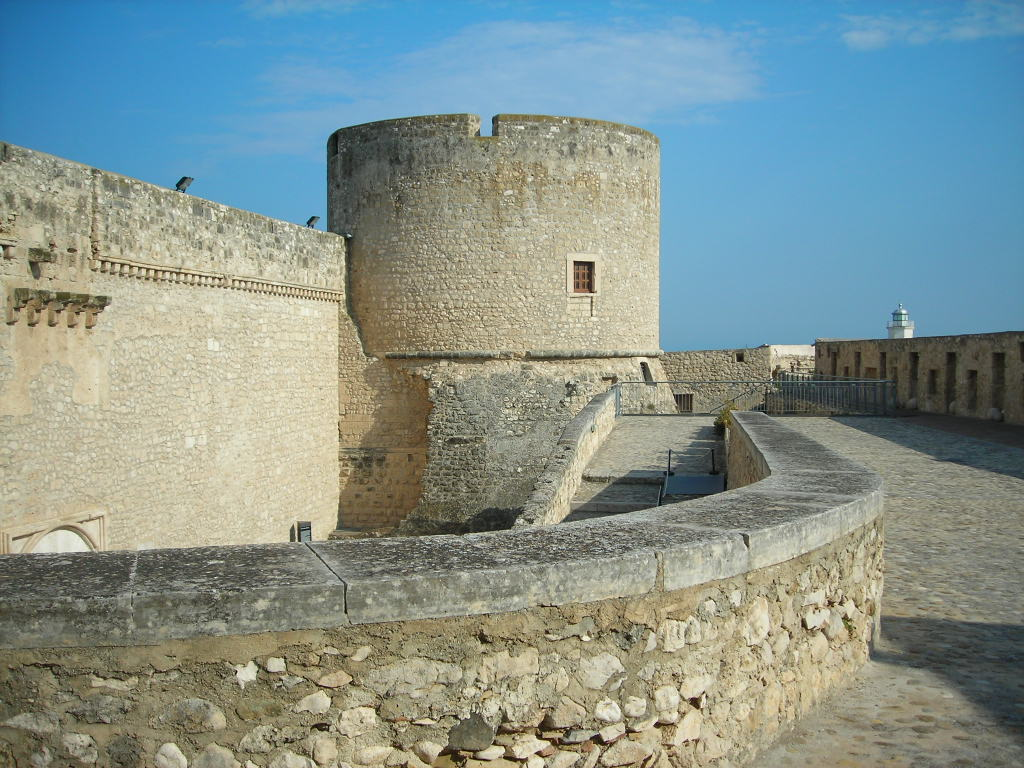
Hrad

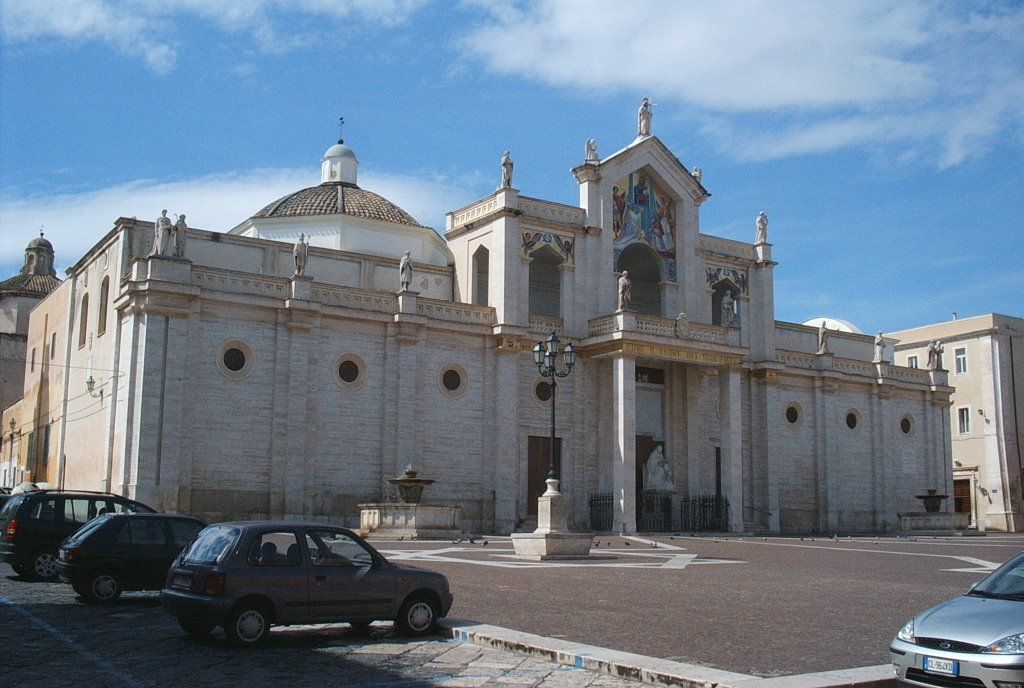
Catedrála

## Sousední obce
Monte Sant'Angelo, San Giovanni Rotondo, San Marco in Lamis, Zapponeta, Cerignola, Foggia.

## Vývoj počtu obyvatel
Zdroj: 

## Historie
Starověké Siponto (jižní část Manfredonie) bylo připisováno Diomedovi, hrdinovi trojské války. Ve skutečnosti je pravděpodobně založili Daunové, přistěhovalci z Ilýrie. Dochovalo se  na 2000 náhrobních stél ze 7.-6. století př. n. l. s tesanými scénami i nápisy. Během druhé punské války dobyli Siponto Římané.
Zemětřesení v roce 1223 proměnilo krajinu v močál a následovala malárie. Proto Manfred, syn štaufského císaře Fridricha II., v roce 1256 položil základní kámen nového města o tři kilometry severněji a dal sídlu své jméno. Manfred se dostavby hradu nedožil, protože padl v bitvě u Beneventa proti Karlu z Anjou. Anjouvoci hrad dokončili a město přejmenovali na Sypontum Novellum (Nuova Siponto), ale nový název se nevžil. V roce 1528 Manfredonia odolala útoku francouzského vojska krále Františka I. pod vedením maršála Lautreca.
Když Manfredonii v roce 1620 dobyli a vyplenili osmanští Turci, zapálili město a srovnali se zemí vše kromě hradu a městských hradeb. Teprve na počátku 19. století došlo k pomalé dostavbě, ke stavbě přístavu a k rozvoji námořního obchodu s Jadranem.
Po vstupu Itálie do války v červnu 1940 fašisté zřídili v Manfredonii koncentrační tábor v prázdných zděných jatkách nedaleko nádraží. Od roku 1940 do roku 1943 táborem prošlo celkem 519 osob, v průměru 170 denně. Většinou to byli političtí odpůrci režimu, kteří si již odpykali několik let ve vězení, příslušníci slovanských menšin z italských pohraničních provincií a Jugoslávci z oblastí okupovaných Itálií. Nešlo o tábor vyhlazovací, zrušen byl v září 1943.

## Památky
- Hrad Karla z Anjou
- Katedrála sv. Vavřince ze Siponta (San Lorenzo Maiorano) – zasvěcená patronovi města, postavena v letech 1270–1274, roku 1620 pobořena Turky a na starých základech znovu postavena kolem roku 1700.
- Kostel San Domenico
- Bazilika Santa Maria di Siponto – původní raně křesťanská stavba ze 6. století byla pobořena zemětřesením z roku 991, dostavěna roku 1023, od toho roku sloužila jako katedrála
- Opatství San Leonardo di Siponto (Abbazia di San Leonardo in Lama Volara) – komplex románských staveb založili benediktini v 1. třetině 12. století, později sloužilo augustiniánům kanovníkům

## Rodáci
- Paolo Borgia (* 1966) - arcibiskup a diplomat